# Ageratina microcarpum
Ageratina microcarpum là một loài thực vật có hoa trong họ Cúc. Loài này được (Benth.) Hemsl. mô tả khoa học đầu tiên.